# Серрано Суньер, Рамон
Рамо́н Серра́но Су́ньер (исп. Ramón Serrano Súñer; 12 сентября 1901, Картахена — 1 сентября 2003, Мадрид) — испанский политический деятель, адвокат.

## Семья и образование
Родился в семье инженера, в связи с служебными переводами отца провёл детство и юность в Картахене, Кастельон-де-ла-Плана и Мадриде. Окончил с отличием юридический факультет Центрального университета Мадрида в 1923 году (хотя его отец был недоволен, что сын выбрал карьеру адвоката). Участвовал в деятельности Профессиональной ассоциации студентов, секретарём которой был его друг Хосе Антонио Примо де Ривера, сын диктатора Мигеля Примо де Риверы и будущий основатель Испанской фаланги СНСН (перед свои расстрелом в 1936 году он назначил Серрано Суньера одним из своих душеприказчиков). Оба они проделали идеологическую эволюцию от республиканских до ярко выраженных авторитарных взглядов, восхищались деятельностью лидера итальянского фашистского режима Бенито Муссолини.

## Адвокат и политик
По окончании университета Серрано Суньер сдал экзамен на государственного служащего, занимался адвокатской практикой в Кастельон-де-ла-Плана, а затем в должности государственного адвоката в Сарагосе. 
В 1929 году он познакомился и подружился с начальником Сарагосской военной академии генералом Франсиско Франко, в доме которого познакомился с Рамоной («Ситой») Поло, младшей сестрой жены самого Франко – Кармен. В 1931 году Серрано и Рамона вступили в брак; свидетелями на свадьбе, состоявшейся в Овьедо, были Франко и Хосе Антонио Прима де Ривера, которые впервые познакомились во время этой церемонии. 
В семье Серрано и Рамоны впоследствии появилось шестеро детей — Фернандо, Франсиско, Хайме, Хосе, Пилар и Рамон.
В 1933 году Серрано Суньер был избран депутатом кортесов (парламента) Испании по списку Испанской конфедерации независимых правых (CEDA), однако расходился во взглядах по идеологическим и тактическим вопросам с лидером CEDA Хосе Мария Хиль-Роблесом, поддерживая связи с более правой Испанской фалангой. Играл значительную роль в деятельности ХАП (Juventudes de Acción Popular — Молодёжь Народного действия) — близкой к CEDA крайне правой молодёжной организации, весной 1936 года активно способствовал переходу многих её членов в Фалангу. На выборах 1936 года был вновь избран депутатом. 
Участвовал в подготовке заговора против правительства Народного фронта, в марте 1936 года организовал конспиративную встречу между смещённым с поста начальника Генерального штаба Франко и Хосе Антонио Примо де Риверой. Однако о дате самого выступления военных он предупреждён не был.

## Деятельность во время гражданской войны

### Арест и бегство из заключения
Начало гражданской войны в июле 1936 года застало Серрано Суньера в Мадриде, где он был арестован республиканскими войсками, несмотря на депутатскую неприкосновенность, и заключён в тюрьму «Карсель модело». Два его брата, Хосе и Фернандо, также были арестованы и в ноябре 1936 года расстреляны. Рамон остался жив, так как друзья добились его помещения в частную клинику, где он, оставаясь под стражей, лечился от язвы желудка. Среди помогавших ему был депутат кортесов, социалист Теодомиро Менендес, который гораздо позднее в будущем, в 1940 году,  был так же арестован в оккупированной Франции и выдан в Испанию. Серрано Суньер выступил на суде свидетелем защиты, что спасло Менендесу жизнь.
20 января 1937 года, надев женскую одежду, он бежал из клиники и укрылся в голландской миссии. Оттуда с фальшивыми документами военного-республиканца он добрался до Аликанте, где встретился с женой и детьми. На аргентинском военном корабле он прибыли в Марсель. Оттуда Серрано Суньер 20 февраля 1937 года добрался до Саламанки, которая была временной столицей восставших военных, которыми к тому времени уже руководил его шурин, произведённый в генералиссимусы. Позднее Серрано Суньер говорил, что после пребывания в мадридской тюрьме он был «травмирован, обезличен».

### Серрано Суньер и партийная унификация
Опираясь на поддержку жены Франко, Серрано Суньер быстро вошёл в его ближайшее окружение, возглавив его секретариат. По словам историка Пола Престона, 

стройный и удивительно элегантный Серрано Суньер и в своих речах был столь же изыскан. Он обладал талантом организатора и пользовался доверием различных политических сил. По своим юридическим знаниям он не имел равных… Помимо острого ума и политического опыта, Франко привлекало в Серрано Суньере отсутствие у того собственных амбиций, что позволяло использовать его в будущем для приручения Фаланги… К Серрано Суньеру, гордому и одинокому, многие питали зависть и вражду — и как к политику, и как к человеку.

Серрано Суньер был автором обнародованного 19 апреля 1937 указа об унификации, согласно которому Испанская фаланга объединялась с наиболее консервативной частью монархистов («карлистами») в новую, единственно разрешённую на территории, контролируемой франкистами, организацию. Она получила название «Испанская Традиционалистская фаланга союзов национал-синдикалистского наступления», половину членов национального совета которой назначал лично Франко, а они, в свою очередь, избирали вторую половину. Попытка выступления протеста со стороны части лидеров Фаланги была жёстко подавлена, её бывший руководитель Эдилья был арестован и вместе с тремя соратниками приговорён к расстрелу. Они были помилованы по просьбе Серрано Суньера, который стал играть ведущую роль в новой организации.

### «Куньядиссимус»
Серрано Суньер был ключевой политической фигурой в окружении Франко и главным «конструктором» франкистской политической системы. Его прозвали Cuñadísimo («куньядиссимус») — от испанского слова «куньядо» (свояк), по аналогии с «генералиссимусом». По его инициативе 30 января 1938 года было сформировано правительство, состоявшее из отдельных министерств (ранее у франкистов не было такого органа власти). Он же сыграл ключевую роль в подборе кандидатур министров из числа фалангистов, «карлистов», «альфонсистов» (сторонников свергнутого в 1931 короля Альфонса XIII), военных и технократов. Его влияние было столь велико, что ему удалось настоять на отказе предоставить пост министра промышленности и торговли родному брату Франко Николасу, который был вскоре отправлен послом в Португалию. Серрано Суньер угрожал отставкой в том случае, если Франко проявит «семейственность». Сам Серрано Суньер занял в правительстве наиболее значимый пост министра внутренних дел, на котором руководил репрессиями против сторонников республики. Такое положение дел было выгодно Франко, так как Серрано Суньер играл роль своего рода «громоотвода» — на него возлагалась основная ответственность за массовые нарушения прав человека франкистским режимом, а сам генералиссимус выводился из-под удара.
Серрано Суньер был основным автором франкистского трудового законодательства, образцом для которого послужил соответствующий итальянский закон 1927 года. Кроме того, он подготовил закон о печати, вводивший предварительную цензуру. Также по его инициативе были созданы орган, занимавшийся восстановлением разрушенных городов и сёл, а также Испанская национальная организация слепых, ставшая образцом для других социальных учреждений.
После победы франкистов в гражданской войне Серрано Суньер возглавил политическую хунту Фаланги, оставаясь при этом министром внутренних дел. Он являлся основателем государственного агентства печати EFE.

## Дипломат

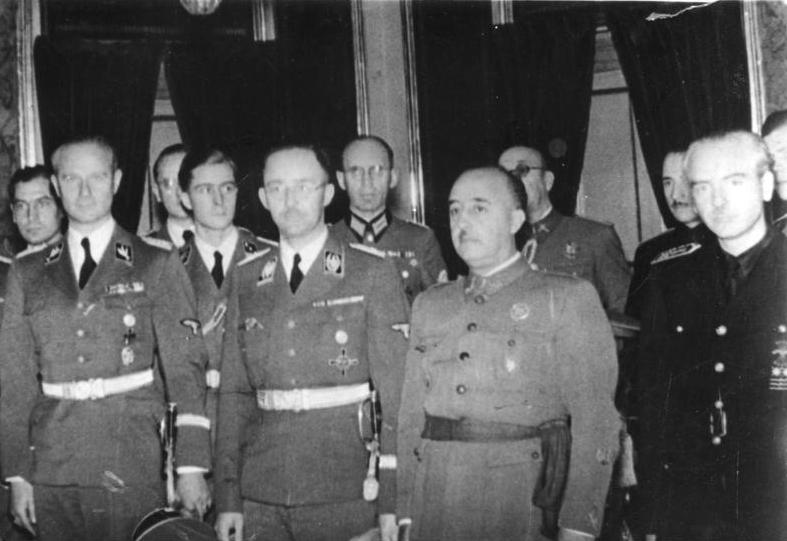
Октябрь 1940 г.
Германо-испанские переговоры.
Серрано Суньер (крайний справа) вместе с Франко, Гиммлером, Вольфом

В начальный период Второй мировой войны Серрано Суньер делал политическую ставку на победу нацистской Германии. В сентябре 1940 года Франко направил его со специальной миссией в Берлин, во время которой обсуждался вопрос о вступлении Испании в войну с Великобританией. Серрано Суньер не возражал против этого, но настаивал на передаче Испании Гибралтара и Французского Марокко. Германская сторона, в свою очередь, настаивала на передаче Испанией Германии одного из Канарских островов (для создания там авиационной базы), Испанской Гвинеи и принадлежавших Испании островов близ Центральной Африки (в обмен на Французское Марокко), германского участия в горнорудной промышленности Марокко. Во время личной встречи Франко и Адольфа Гитлера в Андае 23 октября 1940 года фюрер отказался от идеи передать Испании Французское Марокко, чтобы не вызвать конфликта с «вишистским» правительством Франции (тем более, что Гитлер невысоко оценивал боеспособность испанских войск). После этого возможности для компромисса были исчерпаны. По итогам встречи был подписан протокол, предусматривавший вступление Испании в войну, но дату этого события предполагалось определить по взаимной договорённости после завершения испанских военных приготовлений. Эта формулировка позволила Франко избежать участия в войне.

К моменту встречи в Андае Серрано Суньер был уже назначен министром иностранных дел (16 октября 1940 года). Пол Престон так характеризовал его дипломатические приоритеты: 

В искренности чувств Серрано Суньера к фашистской Италии сомневаться не приходится. Испанские военные круги и дипломатический корпус считали, что он столь же привержен и нацистской Германии. Однако ещё до окончания Гражданской войны германский посол фон Шторер, впоследствии близкий друг Серрано Суньера, сомневался в его добром отношении к Третьему рейху. В конце концов немцы стали считать его своим противником, да и сам Серрано весьма энергично демонстрировал, что делает всё, дабы предотвратить втягивание Испании в войну. Зато доподлинно известно, что он ненавидел британцев и французов. Отчасти это объясняется его отвращением к либеральной демократии, но была и более земная причина: по мнению Серрано, их посольства в республиканском Мадриде отказались предоставить убежище его братьям, и те вскоре погибли в тюрьме.

Германские власти считали Серрано Суньера основным виновником отказа Испании от участия в войне, считая, что он оказал влияние на Франко в этом направлении. Противоречивость его позиции проявилась во время встречи Серрано Суньера с представителем президента США Уильямом Донованом. На ней глава испанского МИД заявил: «Мы надеемся на победу Германии в нынешнем конфликте и верим в неё» и, в то же время отметил, что его страна не вступит в войну, если не будут затронуты «её честь, интересы и достоинство». Прогерманские симпатии и антикоммунизм Серрано Суньера проявились в его активном участии в направлении на советско-германский фронт «Голубой дивизии», составленной из активных фалангистов. Они же привели к его конфликту с пробритански и монархически настроенными военачальниками из окружения Франко, в том числе с Хосе Энрике Варелой и Альфредо Кинделаном.
Конфликт между фалангистами и монархистами достиг апогея в августе 1942 года, когда активист фаланги бросил гранату в «карлистов», участвовавших в религиозной церемонии в Бегонье в районе Бильбао, возглавлявшейся военным министром генералом Варелой. В знак протеста против защиты фалангистов со стороны Франко Варела подал в отставку, которая была принята. Однако для «равновесия» Франко 3 сентября 1942 года уволил Серрано Суньера с поста министра иностранных дел. Он покинул и пост главы политической хунты Фаланги. На этом его активная политическая карьера завершилась. После окончания Второй мировой войны франкисты возлагали на него ответственность за слишком тесные связи Испании с нацистами, а он сам утверждал, что удержал Франко от вступления в войну.

## Адвокат и публицист
После отставки Серрано Суньер возглавлял престижную адвокатскую фирму, до 1957 года он был прокурадором (членом) франкистских кортесов. Он иногда публиковал статьи в консервативной газете АВС, предлагал Франко сделать его режим более либеральным, в то же время продолжал восхищаться Муссолини и регулярно посещал мессы в память о нём. В 1945 году предложил Франко проект государственной реформы, направленной на либерализацию режима, но тот наложил на проекте резолюцию: «Ха-ха». Оказывал поддержку Дионисио Ридруэхо, бывшему фалангистскому лидеру, перешедшему в радикальную оппозицию к Франко.
Мемуарист, автор ряда книг, одна из которых была написана вместе с Дионисио Ридруэхо, а последняя («Политика Испании, 1936—1975») вышла в свет в 1995 году. Скончался в возрасте 101 года, последним из видных деятелей эпохи гражданской войны.